# Вальдемар Магнуссон
Вальдемар Магнуссон, герцог Финляндский (около 1285 — 1318, Замок Нючёпинга, Сёдерманланд) — шведский принц и наследник престола Швеции.

## Биография
Сын короля Швеции Магнуса Ладулоса и Хельвиг Гольштейнской. Стал герцогом Финляндским на коронации своего брата Биргера в 1302 году. Женился на Кристине Торгильсдоттер, дочери Торгильса Кнутссона, который был регентом Биргера в начале его правления.
Тесть Вальдемара, Торгильс Кнутссон, был арестован в декабре 1305 года и казнён в следующем феврале. Вальдемар развёлся со своей женой, утверждая, что они были духовными родственниками, поскольку Торгильс был его крёстным отцом. Осенью 1312 года в Осло он женился на Ингеборге, дочери короля Норвегии Эйрика II. Это была двойная свадьба: в тот же день брат Вальдемара Эрик женился на Ингеборге, дочери короля Норвегии Хакона V. У Вальдемара и Ингеборги в 1316 году родился сын, но он умер в детстве.
В 1306 году король Биргер был захвачен своими братьями в королевском поместье в Уппланде и заключён под арест в Нючёпингском замке. Два года спустя король Дании Эрик VI заставил Вальдемара и Эрика освободить короля Биргера на унизительных условиях. После освобождения король Биргер обратился за помощью к Дании, и междоусобица возобновилась.
К 1315 году Вальдемару и Эрику удалось отнять бо́льшую часть шведского королевства у брата. Вальдемар приобрел замки в Турку и Хяме, львиную долю Финляндии, Стокгольмский замок, большую часть Уппланда, замок в Боргхольме и остров Эланд.
10 декабря 1317 года Вальдемар и Эрик были схвачены и заключены в тюрьму Биргером на банкете в Нючёпинге. Жёны Вальдемара и Эрика взяли на себя их обязанности после заключения их мужей. 16 апреля 1318 года две герцогини заключили в Кальмаре договор с архиепископом Лундом и Кристофером, братом короля Дании Эрика VI, чтобы освободить своих мужей.
Этот договор не был соблюден, и их мужья умерли в том же году. Хотя их точная причина смерти неизвестна, считается, что братьев заморили голодом.
Вдовья доля Ингеборги включала остров Эланд. Ингеборга называлась герцогиней Эландской по крайней мере с 1340 года; она надолго пережила своего мужа намного и жила в Швеции до самой своей смерти.